# Transmetropolitan

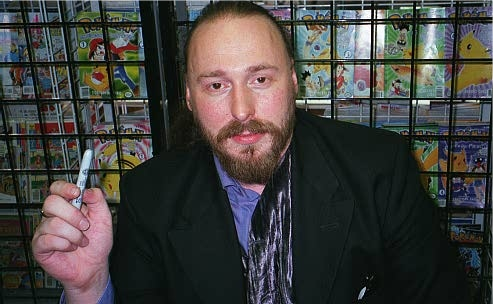
Warren Ellis numa sessão de autógrafos no Jim Hanley's Universe, Manhattan, 2000.

Transmetropolitan é uma série de histórias em quadrinhos cyberpunk escrita por Warren Ellis, com a arte de Darick Robertson e publicada pela DC Comics em sessenta edições, entre 1997 e 2002. O protagonista da história é um jornalista chamado Spider Jerusalem, o qual foi baseado, em parte, nos textos do jornalista Hunter S. Thompson. O título foi lançado originalmente pelo selo de ficção científica Helix e migrado posteriormente para a Vertigo.
Spider Jerusalem luta contra o abuso de poder e a corrupção de dois concorrentes à presidência dos Estados Unidos. Acompanhado de suas "assistentes imundas", tenta manter seu mundo livre de tornar-se mais distópico do que já é, enquanto lidam com problemas trazidos pela fama de seus artigos os quais causam profundo impacto na sociedade.
Com as temáticas ficção científica e cyberpunk, apresenta elementos relacionados a: cibernética, nanorrobótica, criogenia, raças alienígenas, liberdade de expressão, entre outros.
No Brasil, foram lançadas mais de 10 edições pela Editora BrainStore.
Quando a Panini Comics assumiu o selo Vertigo no Brasil, ela começou a republicar toda a série novamente em formatos de encadernados (os mesmos lançados nos EUAs). Os dois primeiros volumes foram lançados como os originais americanos, porém, a partir do 3º volume, a editora uniu 2 encadernados em apenas 1 e, assim sendo, a série terminaria mais rápido e os colecionadores teriam que esperar menos tempo para ler as histórias. Ao total foram lançados 6 volumes.

## Edições encadernadas
| Título em Inglês            | Título em Português              | Histórias publicadas                                                                         |
| --------------------------- | -------------------------------- | -------------------------------------------------------------------------------------------- |
| Vol. 1: Back on the Street  | Vol. 1: De Volta às Ruas         | #1–6                                                                                         |
| Vol. 2: Lust for Life       | Vol.2: Tesão pela Vida           | #7–12                                                                                        |
| Vol. 3: Year of the Bastard | Vol. 3: O Ano do Bastardo        | #13–18                                                                                       |
| Vol. 4: The New Scum        | Vol. 4: A Nova Escória           | #19–24 [incluindo: Vertigo: Winter's Edge II e III]                                          |
| Vol. 5: Lonely City         | Vol. 5: Cidade Solitária         | #25–30                                                                                       |
| Vol. 6: Gouge Away          | Vol. 6: Truque Sujo / Indo Fundo | #31–36                                                                                       |
| Vol. 7: Spider's Thrash     | Vol. 7: Teia da Aranha           | #37–42                                                                                       |
| Vol. 8: Dirge               | Vol. 8: Lamento                  | #43–48                                                                                       |
| Vol. 9: The Cure            | Vol. 9: A Cura                   | #49–54                                                                                       |
| Vol. 10: One More Time      | Vol. 10 Mais Uma Vez             | #55–60 [incluindo: Transmetropolitan: I Hate It Here e Transmetropolitan: Filth of the City] |